# Kłodzko (comune rurale)
Kłodzko (tedesco: Glatz; ceco: Kladsko) è un comune rurale polacco del distretto di Kłodzko, nel voivodato della Bassa Slesia.
Ricopre una superficie di 252,25 km² e nel 2004 contava 16 928 abitanti.
Il capoluogo è Kłodzko, che non fa parte del territorio ma costituisce un comune a sé.